# Shizhuang (ort i Kina, Jiangxi Sheng, lat 27,75, long 116,03)
Shizhuang är en ort i Kina. Den ligger i provinsen Jiangxi, i den sydöstra delen av landet, omkring 110 kilometer söder om provinshuvudstaden Nanchang. Antalet invånare är 11 529. Befolkningen består av 5 470 kvinnor och 6 059 män. Barn under 15 år utgör 23,0 %, vuxna 15-64 år 70 %, och äldre över 65 år 6,0 %.
Runt Shizhuang är det ganska tätbefolkat, med 199 invånare per kvadratkilometer. Närmaste större samhälle är Gongxi, 15,6 km sydväst om Shizhuang. I omgivningarna runt Shizhuang växer i huvudsak blandskog.
Genomsnittlig årsnederbörd är 2 281 millimeter. Den regnigaste månaden är juni, med i genomsnitt 426 mm nederbörd, och den torraste är oktober, med 17 mm nederbörd.